# Tour de Martinica
El Tour de Martinica (francès: Tour international cycliste de la Martinique) és una cursa ciclista per etapes creada el 1965 que es disputa a l'illa francesa Martinica.
El 2005 i del 2008 fins al 2011, la cursa formà part d'UCI Amèrica Tour.

## Palmarès
| Any  | Vencedor                      | Segon                         | Tercer                        |
| ---- | ----------------------------- | ----------------------------- | ----------------------------- |
| 1965 | Roger Martial                 |                               |                               |
| 1966 | Sylvère Cabrera               |                               |                               |
| 1967 | Saturnin Molia                |                               |                               |
| 1968 | Bernard Doussaint             |                               |                               |
| 1969 | Romain Gueppois               |                               |                               |
| 1970 | No disputat                   | No disputat                   | No disputat                   |
| 1971 | Fernand Neror                 |                               |                               |
| 1972 | Maurice Le Guilloux           |                               |                               |
| 1973 | Alfred Defontis               |                               |                               |
| 1974 | Pierre Touchefeu              |                               |                               |
| 1975 | Claire Valentin               |                               |                               |
| 1976 | Alain Heraud                  |                               |                               |
| 1977 | Rémillien Bedard              |                               |                               |
| 1978 | Claire Valentin               |                               |                               |
| 1979 | Christian Merlot              |                               |                               |
| 1980 | Didier Leseaux                |                               |                               |
| 1981 | Eric Zubar                    |                               |                               |
| 1982 | Jean-Michel Condette          |                               |                               |
| 1983 | Herman Loaiza                 |                               |                               |
| 1984 | Carlos Emiro Gutiérrez        |                               |                               |
| 1985 | Philippe Montagnac            |                               |                               |
| 1986 | Pierre Rosalien               |                               |                               |
| 1987 | Nélson Rodríguez              |                               |                               |
| 1988 | Hernán Patiño                 |                               |                               |
| 1989 | Yussen Monsalve               |                               |                               |
| 1990 | Erwin Hammerschmid            |                               |                               |
| 1991 | Frédéric Delalande            |                               |                               |
| 1992 | Manuel Consuegra              |                               |                               |
| 1993 | Hugues Hierso                 |                               |                               |
| 1994 | Frédéric Delalande            |                               |                               |
| 1995 | Eliecer Valdés                |                               |                               |
| 1996 | Piotr Wadecki                 |                               |                               |
| 1997 | Eliecer Valdés                |                               |                               |
| 1998 | Rodrigue Lelamer              |                               |                               |
| 1999 | Reto Amsler                   |                               |                               |
| 2000 | Cameron Hughes                | Emile Abraham                 | André Alexis                  |
| 2001 | Jérôme Guisneuf               | Thibaut Humbert               | Koki Shimbo                   |
| 2002 | Lionel Genthon                | Thibaut Humbert               | Christian Milesi              |
| 2003 | Willy Noyon                   | Régis Maréchaux               | Mickael Verger                |
| 2004 | Hervé Arcade                  | Régis Maréchaux               | Yvan Sartis                   |
| 2005 | Frédéric Delalande            | Stuart Gillespie              | Régis Maréchaux               |
| 2006 | Jonathan Dayus                | Hervé Arcade                  | Bart Oegema                   |
| 2007 | Louis Teplier                 |                               |                               |
| 2008 | Willy Roseau                  | Gwenaël Teillet               | Timothée Lefrançois           |
| 2009 | Timothée Lefrançois           | Anthony Vignes                | Christophe Diguet             |
| 2010 | Miyataka Shimizu              | Willy Roseau                  | Yoann Michaud                 |
| 2011 | Guillaume Malle               | Marc Flavien                  | Boris Carène                  |
| 2012 | Cédric Eustache               | Nico Brüngger                 |                               |
| 2013 | Camille Chancrin              | Martin Bouédo                 | Marc Flavien                  |
| 2014 | Cédric Eustache               | Flober Peña                   | Ludovic Turpin                |
| 2015 | Julien Liponne                | Jonathan Salinas              | Camille Chancrin              |
| 2016 | Yolan Sylvestre               | Ronald González               | Cédric Eustache               |
| 2017 | Jonathan Salinas              | Yolan Sylvestre               | Eddy Cadet-Marthe             |
| 2018 | Mickaël Stanislas             | Mickaël Laurent               | Mario Rojas                   |
| 2019 | Eduin Becerra                 | Yolan Sylvestre               | Mickaël Stanislas             |
| 2020 | No es disputà per la COVID-19 | No es disputà per la COVID-19 | No es disputà per la COVID-19 |
| 2021 | No es disputà per la COVID-19 | No es disputà per la COVID-19 | No es disputà per la COVID-19 |
| 2022 | Diego Soraca                  | Gert Kivistik                 | Axel Carnier                  |
| 2023 | Eddy-Michel Cadet-Marthe      | Benjamin Le Ny                | Diego Soraca                  |
| 2024 | Stefan Bennett                | Damien Urcel                  | Jules Chatelon                |